# Parafia św. Stanisława Biskupa i Męczennika w Lacku
Parafia św. Stanisława Biskupa i Męczennika w Lacku (białorus. Парафія п.н. св. Станіслава, біскупа і мучаніка) – parafia rzymskokatolicka położona w Lacku w obwodzie grodzieńskim na Białorusi.
Oprócz kościoła parafialnego parafia posiada także kaplicę Podwyższenia Krzyża Świętego (z 2000 r.), a także plebanię, cmentarz z kostnicą i kaplicą cmentarną pochodzące z początku XX w.

## Historia
Początki parafii sięgają roku 1424, kiedy to na terenie Lacka zbudowano pierwszy drewniany kościół, ufundowany przez Stanisława i Andrzeja Prostywiłłowicz-Skinderów.
Obecnie istniejący kościół św. Stanisława w Lacku to neogotycka budowla wykonana z nieotynkowanej cegły w 1896 lub w 1905 r..

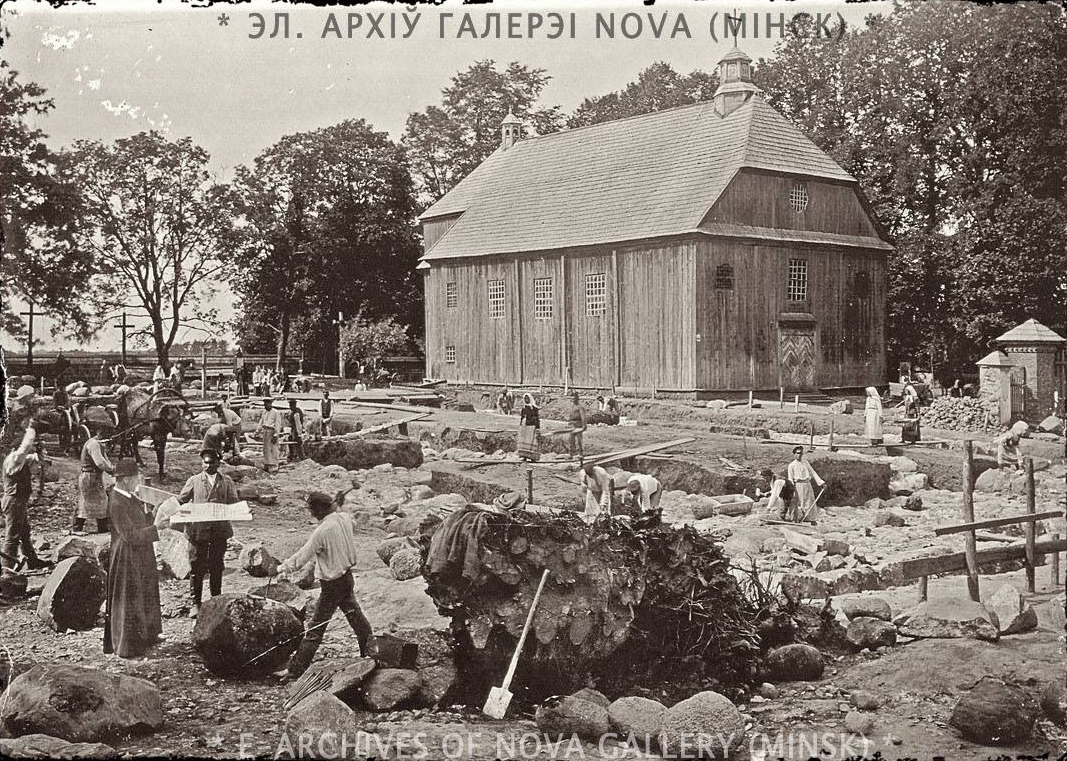
Dawny kościół i budowa nowego około 1900 r.